# دهنه خلیل
دهنه خلیل (به ترکی آذربایجانی: Dəhnəxəlil) یک منطقهٔ مسکونی در جمهوری آذربایجان است که در شهرستان آغ‌داش واقع شده‌است. دهنه خلیل ۱٬۵۱۸ نفر جمعیت دارد.